# Diapterobates variabilis
Diapterobates variabilis är en kvalsterart som beskrevs av Hammer 1955. Diapterobates variabilis ingår i släktet Diapterobates och familjen Humerobatidae.

## Underarter
Arten delas in i följande underarter:
- D. v. variabilis
- D. v. altissimus
- D. v. honshuensis
- D. v. yezoensis